# Schlosskapelle Bückeburg

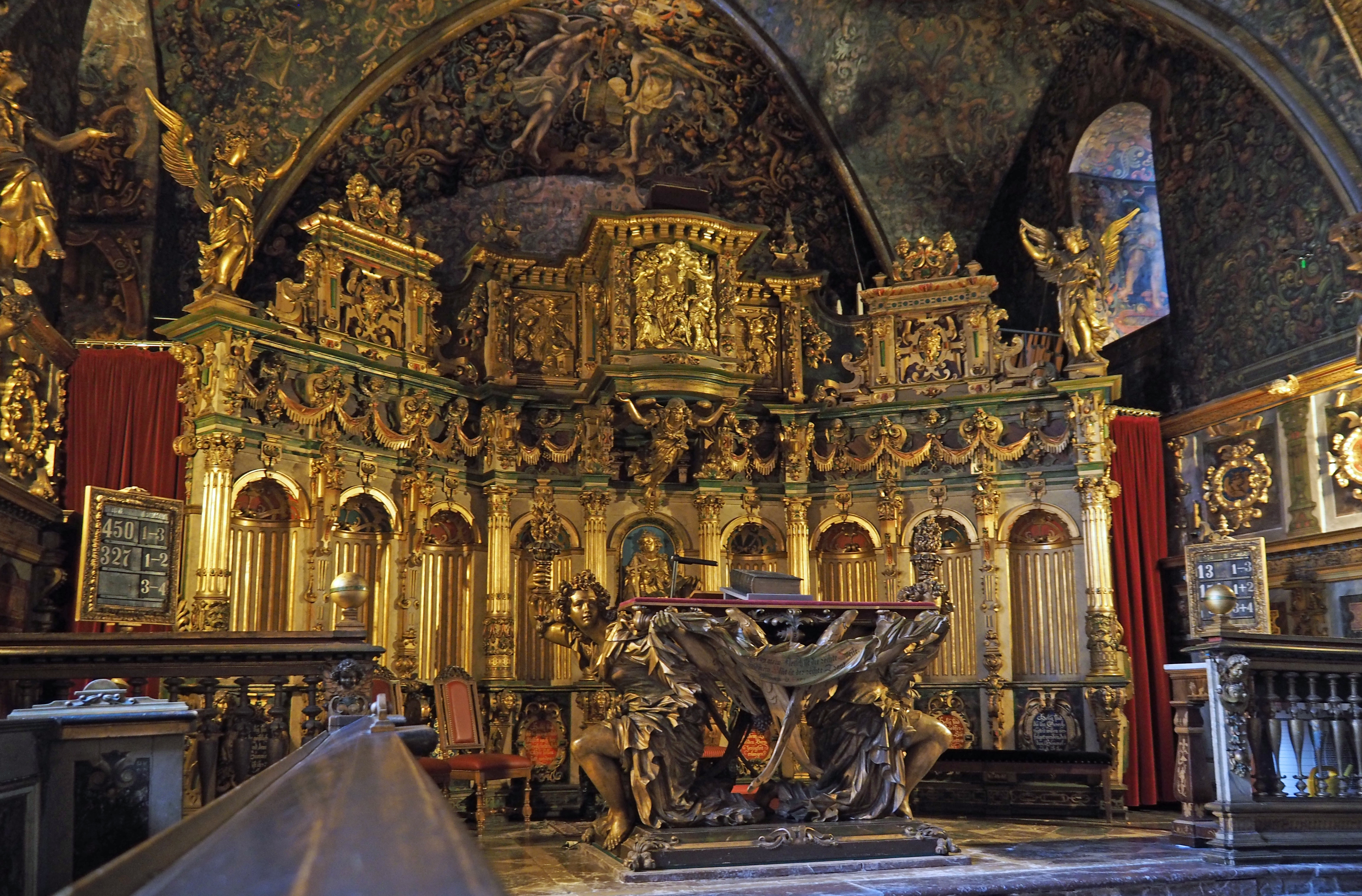
Schlosskapelle Bückeburg, Blick zum Altar

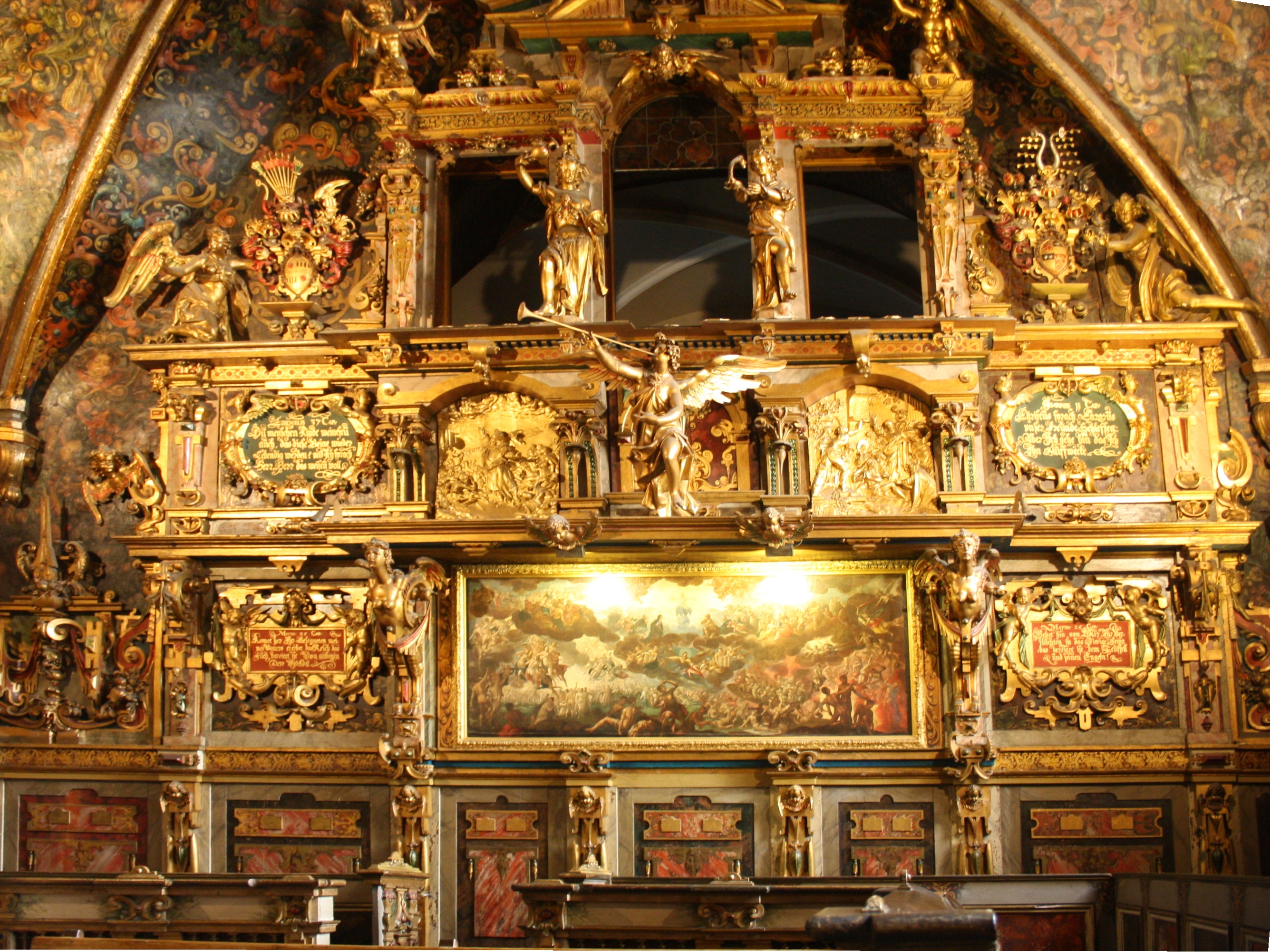
Rückwand mit Fürstenloge

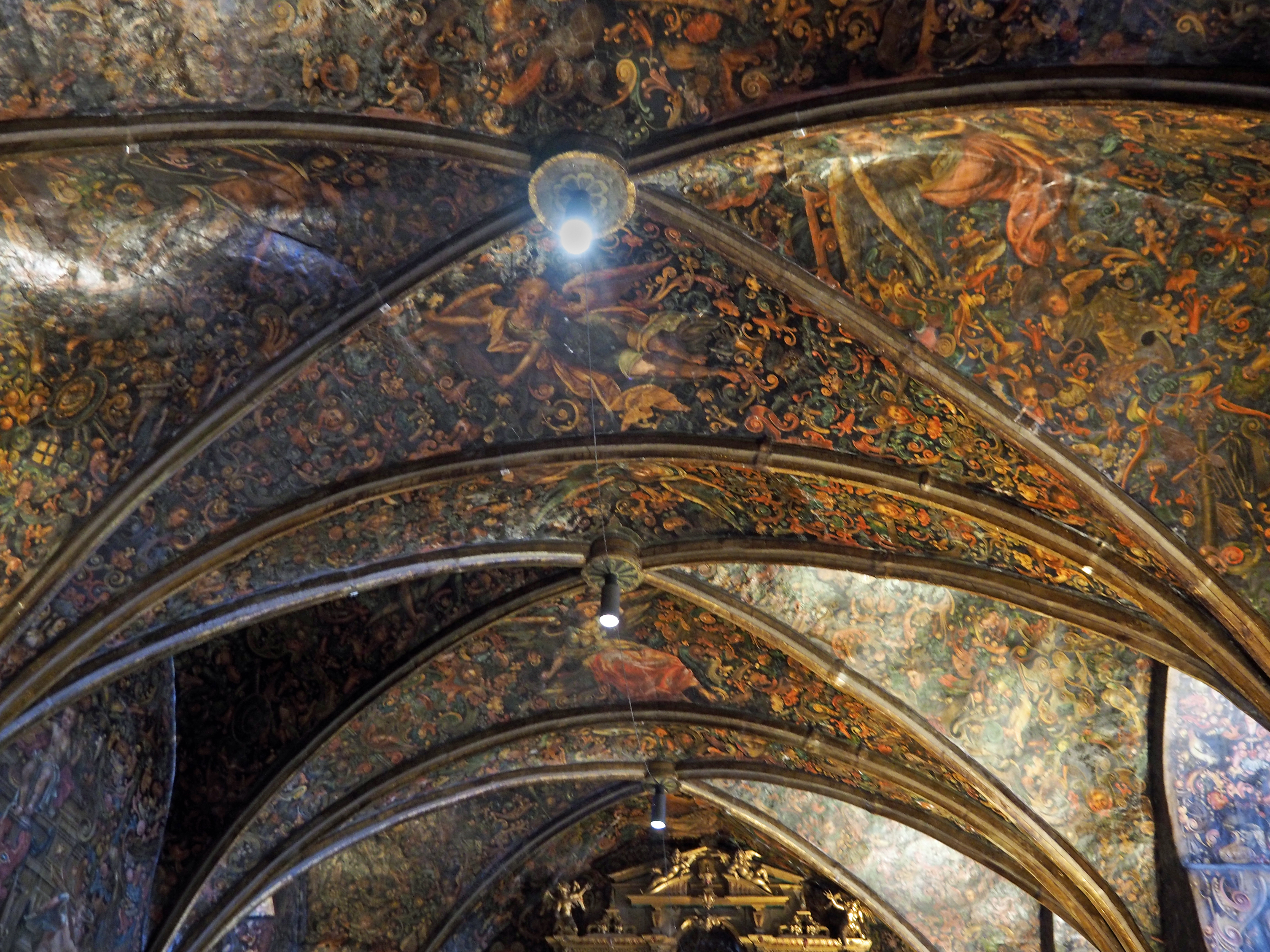
Kreuzrippengewölbe in der Kapelle

Die Schlosskapelle Bückeburg ist die Kapelle des Schlosses Bückeburg in Bückeburg im Landkreis Schaumburg. Sie ist Teil des historischen Schlossgebäudes und fand im Jahr 1396 erstmals urkundliche Erwähnung. Bei allen Umbauten und Umgestaltungen blieb sie an derselben Stelle. Ihre heutige überreiche Ausstattung im Stil des Manierismus erhielt sie im ersten Viertel des 17. Jahrhunderts. Gottesdienstlich wird sie von der evangelisch-reformierten Gemeinde Bückeburg-Stadthagen genutzt. 

## Geschichte
Die Kapelle der gotischen Burg des 14. Jahrhunderts dürfte ein schlichter Raum gewesen sein. Sie erhielt 1562 im Zuge des Schlossausbaus durch Otto IV. vier Kreuzrippengewölbe, die sie in drei schmale und ein breiteres (Altar-)Joch gliedern. Zur selben Zeit wurde sie mit der Einführung der Reformation in der Grafschaft Schaumburg lutherisch.
Graf Ernst (reg. 1601–1622), der den Reichsfürstenrang anstrebte und 1619 auch erhielt, setzte alles daran, diesen Anspruch in Gebäuden und Kunstwerken von hoher Qualität nach italienischen Vorbildern sichtbar zu machen. Dazu entstand das Fürstenmausoleum in Stadthagen, vor allem aber verlegte er seine Residenz nach Bückeburg und begann, Schloss und Ort planmäßig auszubauen. Er ließ die aufwändige Pfarr- und Residenzkirche errichten und stattete auch die Schlosskapelle mit kostbaren Kunstwerken im Zeitgeschmack aus. 
Mit der Teilung der Grafschaft und dem Regierungsantritt Philipps I. aus dem Haus Lippe 1647 bekam die lutherische Landeskirche einen reformierten summus episcopus. In der Schlosskapelle wurde der reformierte Gottesdienst eingeführt und eine kleine Gemeinde von reformierten Hofangehörigen und Zugezogenen wurde hier heimisch. Das war der Anfang der unabhängigen reformierten Kirche im Territorium Schaumburg-Lippe, die bis heute unter dem Patronat des jeweiligen Oberhaupts der fürstlichen Familie steht.
Im Zusammenhang mit diesem Konfessionswechsel stand wohl die Übertünchung der Wandbemalung im Jahr 1648. Ab 1886 erfolgte die Freilegung der Fresken, die Restaurierung der gesamten Ausstattung und der Einbau einer zweimanualigen Orgel hinter der Kanzelwand mit entsprechenden baulichen Eingriffen.

## Ausstattung
Die Wandflächen sind vollständig mit biblischen Szenen und mit Ornamentwerk ausgemalt, darunter ein Passionszyklus in den Fensternischen. Der Altar ist ein von zwei Engeln getragener Tisch. Zentral hinter ihm, über einer mit korinthischen Säulen gegliederten Nischenreihe, befindet sich, ihrer reformatorischen Bedeutung entsprechend, die breite, aus Holz geschnitzte und vergoldete Kanzel mit den Reliefs Verkündigung an Maria, Anbetung des Jesuskindes und Kreuzigung Christi. An der gegenüberliegenden Wand ist die ebenfalls reich geschnitzte und vergoldete Fürstenloge, unter ihr ein großformatiges Gemälde Das Jüngste Gericht. Vor den Altarstufen sind unter dem Fußboden die Herzen einiger Angehöriger des Fürstenhauses bestattet; die Körper ruhen im Mausoleum Stadthagen bzw. im Mausoleum Bückeburg.